# Milenkowce
Milenkowce – wieś w Polsce, położona w województwie podlaskim, w powiecie sokólskim, w gminie Kuźnica.
| SIMC    | Nazwa     | Rodzaj  |
| ------- | --------- | ------- |
| 0033382 | Sterpejki | kolonia |
| 0033399 | Zajzdra   | kolonia |

W latach 1975–1998 wieś administracyjnie należała do województwa białostockiego.
W 1921 roku wieś liczyła 14 domów i 83 mieszkańców, w tym 75 prawosławnych i 8 katolików.
W strukturze Kościoła prawosławnego wieś podlega parafii pw. Podwyższenia Krzyża Pańskiego w niedalekiej Kuźnicy Białostockiej.